# Axinulus thackergeigeri
Axinulus thackergeigeri is een tweekleppigensoort uit de familie van de Thyasiridae. De wetenschappelijke naam van de soort is voor het eerst geldig gepubliceerd in 2012 door Valentich-Scott & Coan.